# Haroldo Marinho Barbosa
Haroldo Marinho Barbosa (Rio de Janeiro, 4 de novembro de 1944 — Petrópolis, 19 de dezembro de 2013) foi um cineasta e roteirista brasileiro. Dirigiu Engraçadinha (1981, premiado no Festival de Brasília nas categorias de melhor atriz — Lucélia Santos — roteiro e música) e Baixo Gávea (1986, que recebeu o prêmio especial do júri no Festival do Rio).
Morreu em 20 de dezembro de 2013 após cair e bater a cabeça violentamente no chão de sua casa, em Petrópolis, na região Serrana do Rio de Janeiro. De acordo com Lyscia Braga, sua esposa e atriz de alguns de seus filmes, eles estavam conversando, quando ele subitamente caiu e com o impacto da pancada se feriu e perdeu muito sangue.

## Filmografia
Esta é sua filmografia.

### Como diretor
- 1965 – Copacabana
- 1970 – Eu Sou Vida, Eu Não Sou Morte
- 1972 - Vida de artista
- 1976 - Ovelha Negra, Uma Despedida de Solteiro
- 1977 – Dom Quixote
- 1978 – À Nelson Rodrigues
- 1981 – Engraçadinha
- 1986 – Baixo Gávea
- 2004 – Centro do Rio
- 2008 – O Demoninho de Olhos Pretos

### Como roteirista
- 1976 - Ovelha Negra, Uma Despedida de Solteiro
- 1985 – Fulaninha
- 2003 – O Vestido
- 2008 – O Demoninho de Olhos Pretos

### Como diretor de produção
- 1981 – O Segredo da Múmia